# فيكتورينو شيرمونت
فيكتورينو شيرمونت (24 أبريل 1973 - 28 نوفمبر 2016) كان صحفي رياضي برازيلي ولقد توفي في يوم 28 نوفمبر 2016 عقب كارثة رحلة خطوط لاميا الجوية 2933.

## جوائز
حصل على العديد من الجوائز ومن ضمنها جائزة بوتكويم لأفضل صحفي رياضي في عام 2012.